# 婦女與伊斯蘭教
由於伊斯蘭世界的歷史、文化與相關著作等因素，婦女與伊斯蘭教之間的關係顯得錯綜複雜。沙里亞法規為男女兩性的權利義務做了程度不同的規範。伊斯蘭教國家在各方面賦予女性程度不等的權利，例如結婚、離婚、民權、法律地位、服飾以及教育。
雖然不同國家之間的情形有所差異，學者以及評論家對於這些規範是否合理的看法仍然存在著分歧，而且對於這些規範是否就是宗教義務的看法也有不同意見。傳統派認為男女兩性之間的權利義務差異是因為兩性的客觀情形與所負的社會責任有所差異，但自由派穆斯林、女性主義穆斯林以及其他各派人士則提出更前衛的詮釋。

## 古蘭經
- 妻子是丈夫的田地。

「你們的妻子好比是你們的田地，你們可以隨意耕種。」（見第2章223節）
- 各種宗教典籍中1400多年前就已經以明文（數字）限定多妻（有條件下娶不多於“四”妻），而且規定男人如不能平等对待所有妻子，则只能娶一：

「如果你們恐怕不能公平對待孤兒，那麼，你們可以擇娶你們愛悅的女人，各娶兩妻、三妻、四妻；如果你們恐怕不能公平地待遇她們，那麼，你們只可以各娶一妻，或以你們的女奴為滿足。這是更近於公平的。」（第4章3節）
- 女人應該服從丈夫。

「男人是維護婦女的，因為真主使他們比她們更優越，又因為他們所費的財產。賢淑的女子是服從的，是借真主的保祐而保守隱微的。你們怕她們執拗的婦女，你們應該勸戒她們，可以和她們同床異被，可以打她們。如果她們服從你們，那麼，你們不要再想法欺負她們。真主確是至尊的，確是至大的。」（第4章34節）
2010年10月，阿拉伯聯合酋長國最高法院在一次判決中指出丈夫可以打妻子，但不可以造成明顯的傷痕。
- 丈夫應該善待妻子。

「信道的人們啊！你們不得強佔婦女，當作遺產，也不得壓迫她們，以便你們收回你們所給她們的一部分聘儀，除非她們作了明顯的醜事。你们当善待她们。」（見第4章19節）

## 聖訓
《布哈里聖訓實錄》記載了穆罕默德一些關於女性的言論：
- 女人在智力上及信仰上比不上男人（見1:6:301[4]）
- 女人的心智有缺陷（3:48:826[5]）
- 妻子如果因為拒絕與丈夫行房而引致他憤怒地入睡，她會被天神（天使）詛咒直至早晨。（4:54:460[6]）
- 火獄的居民大多數是女人（4:54:464[6]）
- 「被一個女士統治的人民永遠不會成功。」（5:59:709[7]）

其他聖訓的記載：
- “天堂在母亲的脚下。”（《奈萨义圣训集》）
- “信仰最完美的信士是品德最优秀的人，你们当中最优秀的人就是最能善待妻子的人。”《提尔密济圣训集》
- “信士不应厌恶信女，如果他不喜欢她这方面，她定会有令他喜欢的另一方面。”（《穆斯林圣训实录》）
- 一位圣门弟子曾问先知穆圣，丈夫对妻子的义务是什么？他说：“他吃什么、穿什么，就让她吃什么、穿什么，不打脸，不辱骂，除了分床而眠以示惩戒外不离开她。”《艾布达乌德圣训集》
- “求知對所有男女穆斯林是主命（天命）”